# Вонн, Линдси
Ли́ндси Кэ́ролайн Вонн (англ. Lindsey Caroline Vonn, в девичестве — Ки́лдоу (англ. Kildow); 18 октября 1984, Сент-Пол, Миннесота, США) — американская горнолыжница, олимпийская чемпионка 2010 года в скоростном спуске, обладательница 4 Кубков мира в общем зачёте (2007/08, 2008/09, 2009/10 и 2011/12) и двукратная чемпионка мира. Рекордсменка женского Кубка мира по общему количеству побед на отдельных этапах с 19 января 2015 года по 24 января 2023 года, рекордсменка по количеству подиумов и попаданий в топ-10, а также рекордсменка по количеству побед на этапах в супергиганте и скоростном спуске в Кубке мира как среди женщин, так и мужчин.
Многими специалистами рассматривается как сильнейшая в истории горнолыжница в скоростных дисциплинах. 
Завершила спортивную карьеру после чемпионата мира 2019 года. Вернулась в спорт в 2024 году.

## Карьера

### Юниорская
Линдси смогла выиграть медаль лишь на своём четвёртом юниорском чемпионате: в 2003 году в Пюи-Сен-Венсане она была второй в скоростном спуске. В 2004 году в Мариборе она повторила свой результат в спуске и выиграла «бронзу» в гиганте.

### Взрослая

#### 2000-е годы

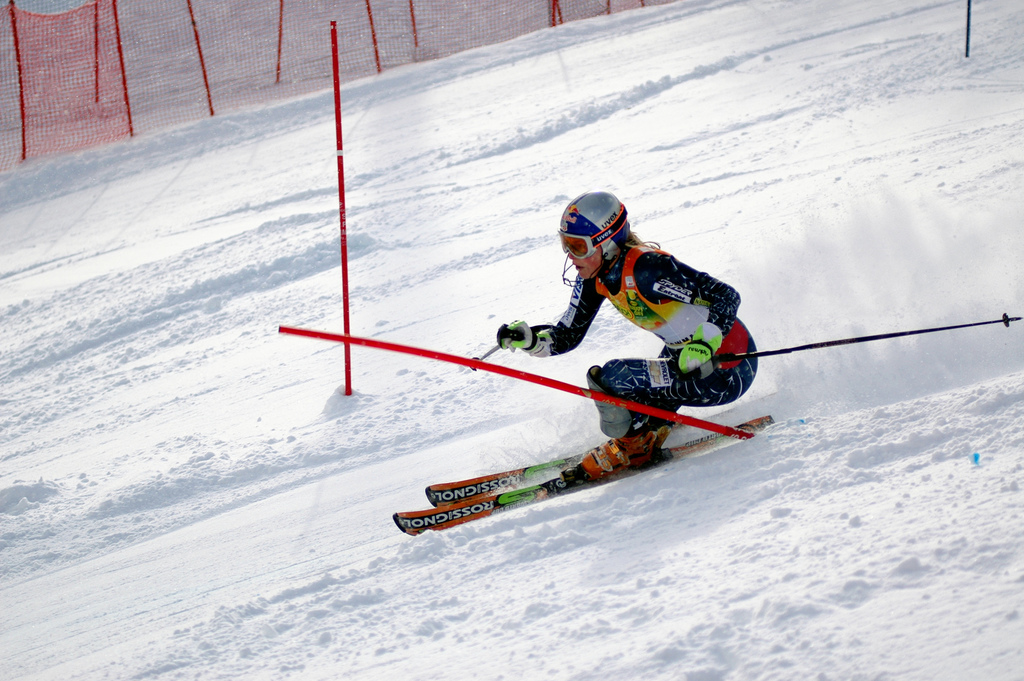
Линдси на трассе слалома в Аспене в 2006 году

Дебютировала в Кубке мира 18 ноября 2000 года, через месяц после 16-летия. Впервые поднялась на подиум Кубка мира 18 января 2004 года на трассе скоростного спуска в Кортина-д’Ампеццо.
В 2002 году на Олимпийских играх в Солт-Лейк-Сити 17-летняя Вонн выступала в слаломе и комбинации. В слаломе Вонн показала только 32-й результат, проиграв чемпионке 20-летней Янице Костелич более 14,5 секунд. В комбинации Линдси выступила гораздо успешнее, став шестой (4,77 сек проигрыша той же Костелич), при этом в скоростном спуске в зачёте комбинации Линдси показала четвёртое время.
В 2006 году на Олимпийских играх в Турине 21-летняя американка считалась одной из основных претенденток на медали в скоростном спуске (в декабре 2005 года она выиграла этапы Кубка мира в Лейк Луизе и Валь-д’Изере). Однако в скоростном спуске на Олимпиаде Линдси стала только восьмой (поделив это место с австрийкой Александрой Майснитцер), от тройки призёров Линдси отделили 0,65 сек. В супергиганте на трассе в Сан-Сикарио Линдси показала седьмое время (0,36 сек проигрыша бронзовому призёру). В слаломе Вонн выступила успешнее, чем 4 года назад в Солт-Лейк-Сити — 14-е место и 2,54 сек проигрыша чемпионке Ане Персон. В комбинации Вонн показала 11-е время в слаломе (из-за плохой погоды порядок стартов был изменён, и слалом прошёл раньше скоростного спуска) и могла претендовать на улучшение своей позиции по итогам скоростного спуска, но не сумела закончить дистанцию.
В 2007 году выиграла два серебра (супергигант и скоростной спуск) на чемпионате мира в шведском Оре (оба раза быстрее Вонн была Аня Персон).
По итогам Кубка мира 2007/08, в котором американка выиграла пять этапов в скоростном спуске и один в комбинации, Линдси стала второй американкой в истории после Тамары Маккинни в 1983 году, которой удалось выиграть общий зачёт Кубка мира.
В сезоне 2008/09 Вонн вновь стала лучшей в общем зачёте Кубка мира, опередив на 384 очка Марию Риш. Этот сезон также был отмечен двумя победами на этапах в слаломе, ни до ни после Линдси не выигрывала слалом в Кубке мира. В результате Вонн заняла высшее в карьере третье место в зачёте слалома в Кубке мира, уступив только Марии Риш и Шарке Загробской. Также Вонн выиграла четыре этапа в супергиганте, два в скоростном спуске и один в комбинации.
На чемпионате 2009 года в Валь-д’Изере Линдси стала единственной, кому удалось выиграть две золотые медали (как среди женщин, так и среди мужчин). В скоростном спуске Вонн опередила юную швейцарку Лару Гут, а в супергиганте ближайшей преследовательницей американки была Мари Маршан-Арвье из Франции. Также Вонн единственный раз в карьере стартовала на чемпионате мира в слаломе, но не сумела финишировать.

#### 2010-е годы

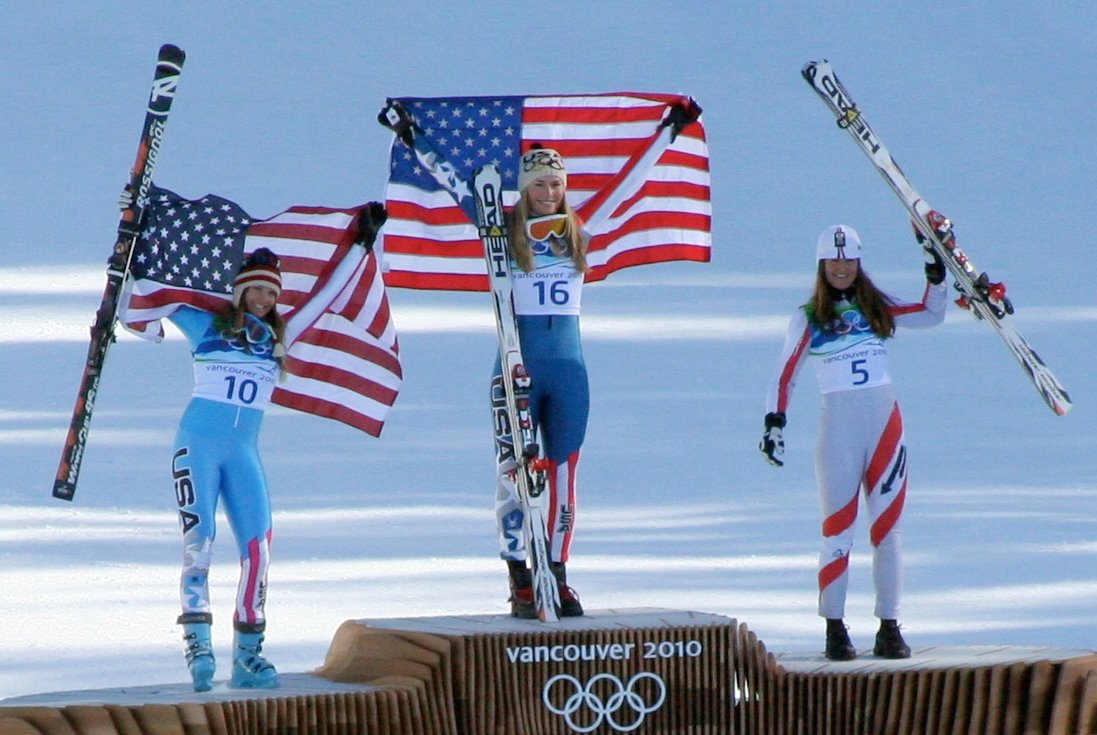
Линдси Вонн (в центре) на олимпийском пьедестале в Ванкувере после победы в скоростном спуске

На Олимпийских играх 2010 года в Ванкувере первенствовала в скоростном спуске (только Джулия Манкусо из всех соперниц проиграла Вонн менее 1,4 сек) и была третьей в супергиганте (после Андреа Фишбахер и Тины Мазе). Также Вонн лидировала в суперкомбинации после скоростного спуска, но не сумела финишировать в слаломе. В марте 2010 года Вонн третий раз в карьере выиграла общий зачёт Кубка мира, на 155 очков опередив Марию Риш. По итогам 2010 года стала лучшей спортсменкой мира по версии Laureus World Sports Awards. В 2009 и 2010 годах признавалась лучшей спортсменкой года по версии Олимпийского комитета США (третья горнолыжница в истории, получившая эту награду, после Тамары Маккинни в 1983 году и Пикабо Стрит в 1998 году).

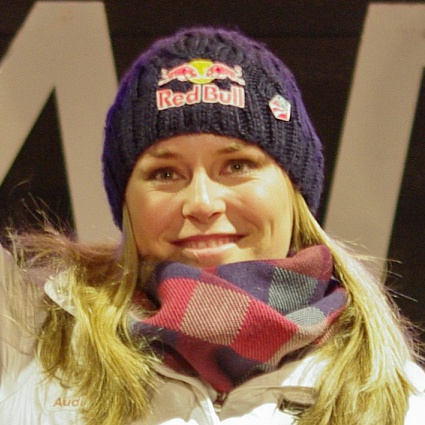
2011 год

В 2011 году в Гармиш-Партенкирхене третий раз подряд выиграла медаль чемпионата в скоростном спуске, на этот раз серебряную (золото достаточно неожиданно выиграла австрийка Элизабет Гёргль, которая до этого ни разу не побеждала в этой дисциплине в Кубке мира). На первом этапе сезона 2011/12 в Зёльдене на знаменитой трассе ледника Реттенбаз Вонн впервые в карьере первенствовала в гигантском слаломе, став всего лишь пятой горнолыжницей за всю историю Кубка мира, записавшей на свой счёт победы во всех пяти дисциплинах — слаломе, гигантском слаломе, скоростном спуске, супергиганте и комбинации. Также этот успех позволил догнать Аню Персон по количеству побед на этапах Кубка мира. В начале декабря 2011 года в течение 6 дней Линдси выиграла четыре подряд этапа Кубка мира на трассах США и Канады (при этом победа в Бивер-Крике стала для Вонн первой в карьере в Кубке мира на территории США), доведя общее число своих побед на кубковых этапов до 46. Вонн вышла на третье место среди женщин по количеству побед на этапах после австрийки Аннемари Мозер-Прёль (62) и швейцарки Френи Шнайдер (55).
4 февраля 2012 года в Гармиш-Партенкирхене Вонн достигла сразу двух «юбилейных» отметок: 25 побед в скоростном спуске и 50 побед всего на этапах Кубка мира. 26 февраля в болгарском Банско выиграла свой 18-й в карьере супергигант на этапах Кубка мира, став лидером по количеству побед в этой дисциплине за всю историю женского Кубка мира. 9 марта выиграла второй в карьере гигантский слалом на этапах Кубка мира и досрочно, за пять стартов до окончания сезона, завоевала Большой Хрустальный глобус за победу в общем зачёте Кубка мира, который стал для американки четвёртым в карьере. Чаще Вонн общий зачёт Кубка мира выигрывала только Аннемари Мозер-Прёль (6 раз).
После сезона 2011/12 Вонн прекратила выступления в слаломе, выходя на слаломные трассы в Кубке мира только в рамках комбинации (единственный раз после сезона 2011/12 Линдси вышла на старт в слаломе в конце января 2013 года в Мариборе, где заняла 33-е место в первом заезде и не прошла во вторую попытку).
В октябре 2012 года появилась информация, что Вонн хочет попробовать свои силы в соревнованиях мужчин. Речь шла об этапе Кубка мира в канадском Лейк Луизе. Линдси нацеливалась на место в первой тридцатке. Однако Международная федерация лыжного спорта запретила Вонн стартовать с мужчинами.
В декабре 2012 года за три дня выиграла три старта на этапе в канадском Лейк Луизе, в точности повторив свой успех 2011 года, что позволило Вонн довести общее количество своих побед на этапах Кубка мира до 56 и обойти по этому показателю Френи Шнайдер (55). Всего на трассах Лейк Луиза американка выиграла уже 13 этапов Кубка мира.
5 февраля 2013 года в первый день чемпионата мира в австрийском Шладминге на трассе супергиганта Вонн в результате падения получила разрыв крестообразных связок колена и была эвакуирована с трассы в госпиталь на вертолёте. Сезон для Линдси был закончен, она перенесла операцию по удалению передней крестообразной связки. Вернулась на трассы Кубка мира в начале декабря 2013 года. В конце декабря 2013 года вновь повредила правое колено, и в начале января 2014 года была вынуждена заявить, что пропустит Олимпийские игры в Сочи. Вернуться на трассы Вонн планировала к чемпионату мира в феврале 2015 года в Колорадо. Сезон 2013/14 стал первым из последних 10, в котором Вонн не одержала ни одной победы на этапах Кубка мира.

##### Возвращение после травмы

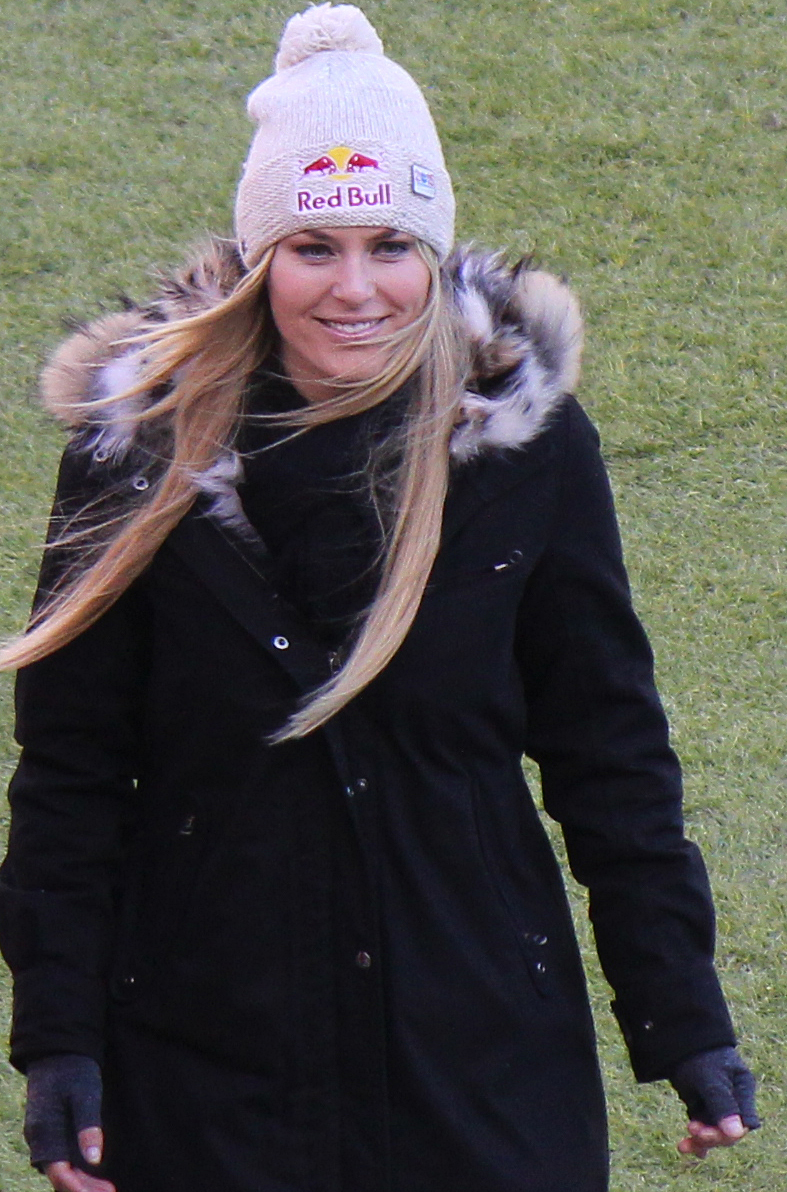
Вонн в 2014 году

Вонн вернулась на трассы Кубка мира в начале сезона 2014/15. Уже 6 декабря 2014 года она одержала свою очередную победу на трассе скоростного спуска в Лейк Луизе (этот успех пришёл к Вонн через 10 лет и 3 дня после её первой победы в Кубке мира, одержанной на этой же трассе). 20 декабря Линдси была первой в скоростном спуске во французском Валь-д’Изере. 18 января 2015 года выиграла свой 62-й в карьере этап Кубка мира, став первой в скоростном спуске в Кортине-д’Ампеццо. Вонн сравнялась с рекордсменкой по этому показателю австрийкой Аннемари Мозер-Прёль, которая завершила свою карьеру в 1980 году ещё до рождения Линдси. На следующий день Вонн там же в Кортине-д’Ампеццо выиграла супергигант и превзошла достижение Мозер-Прёль.
На дебютном в карьере Вонн домашнем чемпионате мира 2015 года в Вейле и Бивер-Крике Линдси в первом старте завоевала бронзу в супергиганте, 0,15 сек уступив чемпионке Анне Феннингер. Для Вонн эта медаль стала третьей в супергиганте на чемпионатах мира после серебра в 2007 году и золота в 2009 году. В скоростном спуске, где Вонн считалась основным фаворитом, она заняла только пятое место, 1,05 сек уступив чемпионке Тине Мазе. В суперкомбинации Линдси не очень успешно прошла трассу скоростного спуска, показав седьмой результат (1,31 сек проигрыша лидеру Мазе), а в слаломе сошла с трассы.
По итогам сезона 2014/15 седьмой раз в карьере стала лучшей в Кубке мира в зачёте скоростного спуска, а также пятый раз в карьере выиграла зачёт супергиганта. При этом Вонн выиграла обе этих дисциплины на финальном этапе сезона во французском Мерибеле.
В начале декабря 2015 года третий раз за карьеру выиграла за три дня три подряд этапа в Лейк Луизе. 12 декабря в Оре выиграла четвёртый подряд этап Кубка мира, впервые с января 2013 года победив в гигантском слаломе. 18 декабря Вонн была близка к первой за почти 4 года победе в комбинации, но по итогам старта в Валь-д’Изере всего 0,01 сек уступила швейцарке Ларе Гут, хотя американка лидировала после скоростного спуска.

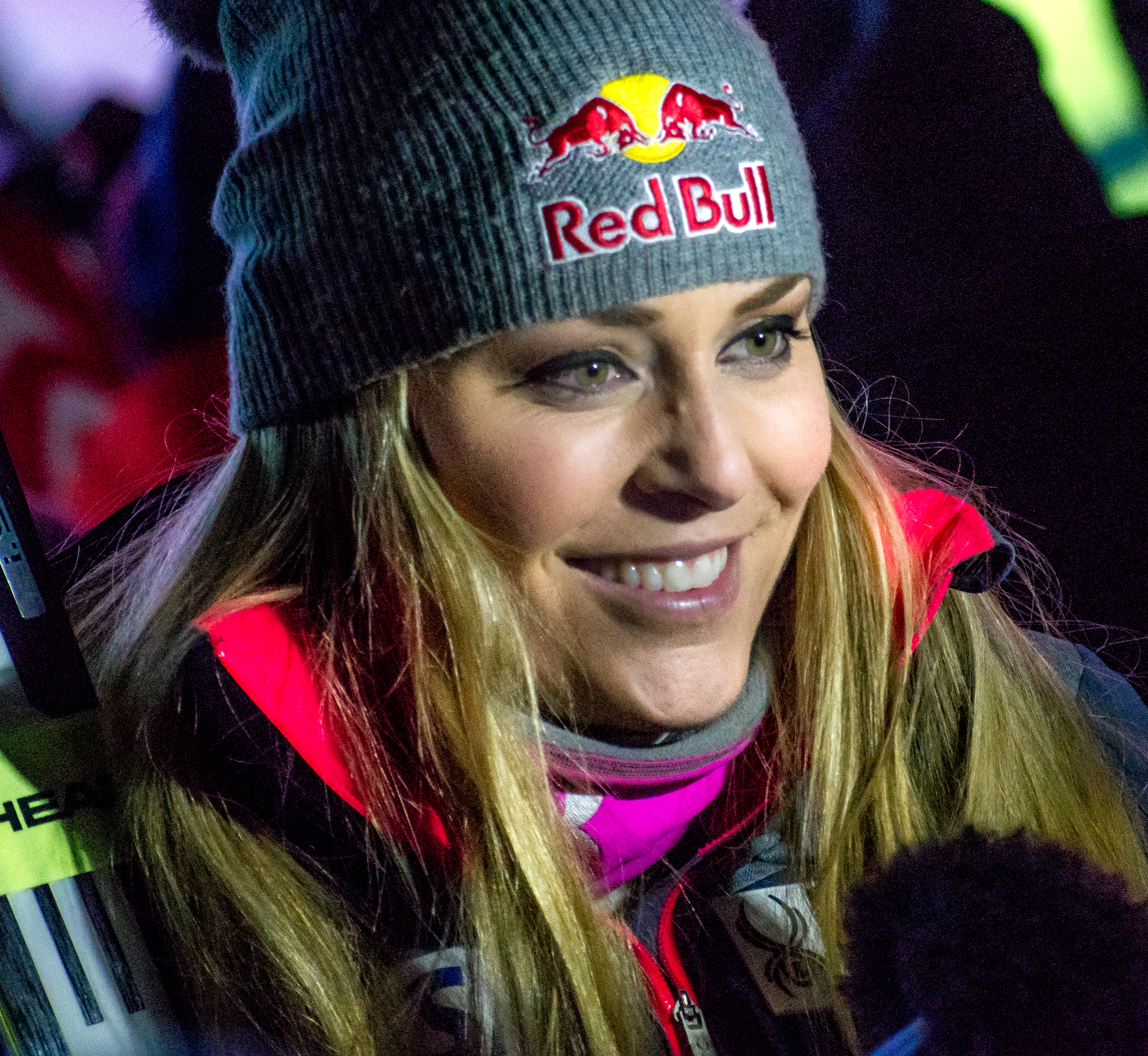
23 февраля 2016 года

9 и 10 января 2016 года Вонн победила в скоростном спуске и супергиганте в Альтенмаркте. Победа в скоростном спуске стала для Вонн 36-й в карьере на этапах Кубка мира, по этому показателю она сравнялась с рекордсменкой Аннемари Мозер-Прёль. 23 января в Кортине-д’Ампеццо выиграла 37-й скоростной спуск в карьере и стала единоличной рекордсменкой по этому показателю. На следующий день там же выиграла супергигант, этот успех стал для Вонн 8-м в сезоне и 75-м в карьере. 6 февраля выиграла скоростной спуск в Гармиш-Партенкирхене, опередив всех соперниц на более чем на 1,5 сек и доведя количество своих побед за карьеру до 76 (на 10 меньше, чем у абсолютного рекордсмена в истории горнолыжного спорта шведа Ингемара Стенмарка).
27 февраля 2016 года получила травму левого колена во время падения на трассе супергиганта в Сольдеу. Вонн вышла на старт в комбинации на следующий день и финишировала 13-й, однако через несколько дней, в начале марта, за две недели до окончания сезона, объявила о том, что завершает сезон, так как не хочет рисковать усугублением травмы даже ради пятой в карьере победы в Кубке мира, так как рассчитывает быть полностью готовой к чемпионату мира 2017 года и Олимпийским играм 2018 года. До травмы Вонн успела обеспечить себе рекордную 8-ю победу в зачёте скоростного спуска.

##### Сезон 2016/17

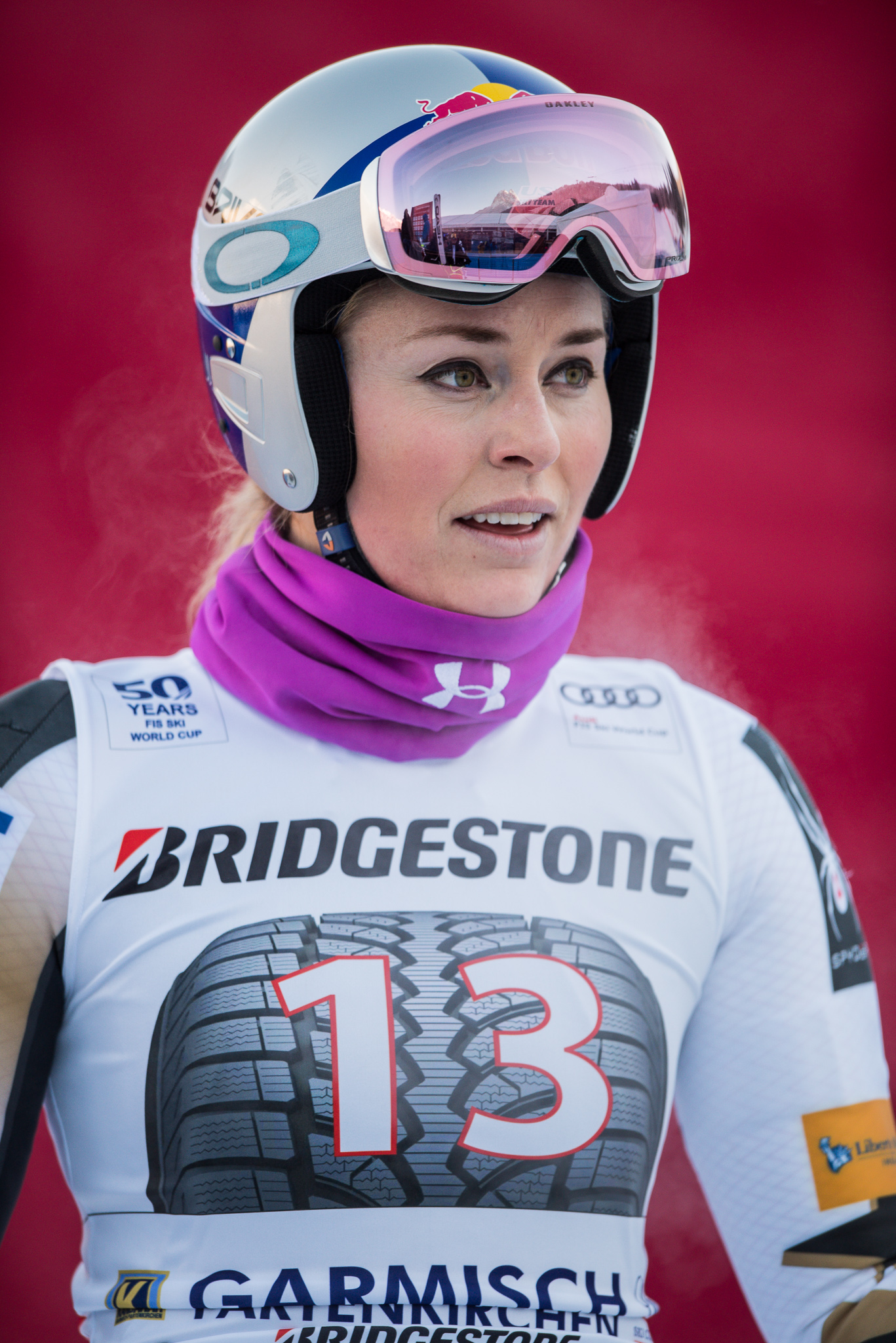
Вонн в январе 2017 года в Гармиш-Партенкирхене

Линдси планировала вернуться на трассы на первых этапах Кубка мира 2016/17, но в процессе подготовки к сезону получила травму руки. Восстановившись после травмы, Вонн дебютировала в Кубке мира только 15 января 2017 года в Альтенмаркте, где стала 13-й на трассе скоростного спуска (1,54 сек проигрыша победительнице Кристине Шайер из Австрии). Уже 21 января в своём втором старте сезона выиграла скоростной спуск в Гармиш-Партенкирхене, опередив на 0,15 сек Лару Гут. Таким образом, сезон 2016/17 стал 12-м в карьере Вонн, в котором она выиграла хотя бы один этап Кубка мира. 22 января в Гармише заняла девятое место в супергиганте, более 1,5 сек проиграв Ларе Гут.
На чемпионате мира 2017 года в Санкт-Морице, который стал для Линдси седьмым в карьере, американка в первой дисциплине (супергиганте) не сумела финишировать. 10 февраля Линдси стала пятой в комбинации, добравшись до финиша в этой дисциплине на чемпионате мира впервые с 2005 года (тогда она была четвёртой). В скоростном спуске Вонн стала третьей, выиграв свою седьмую в карьере медаль на чемпионатах мира (четвёртую в скоростном спуске).
4 марта Вонн стала второй после Софии Годжи (0,07 сек проигрыша) в скоростном спуске на трассе в Республике Корея, где в феврале 2018 года пройдут старты горнолыжников в рамках зимних Олимпийских игр. Этот подиум стал 128-м в карьере Вонн на этапах Кубка мира, спустя 13 с лишним лет после первого. На следующий день стала второй в супергиганте, вновь уступив всего 0,04 сек только Годже.
На финальном этапе Кубка мира в Аспене (Колорадо) Вонн имела шанс второй раз в карьере и впервые с декабря 2011 года выиграть этап Кубка мира на территории США. Однако 15 марта в скоростном спуске Линдси уступила 0,66 сек словенке Илке Штухец, которая выиграла свой 4-й скоростной спуск в Кубке мира и вместе с этим и малый Хрустальный глобус в зачёте этой дисциплины. Сама Вонн заняла 4-е место в зачёте скоростного спуска, 12-й раз в карьере попав в пятёрку лучших в Кубке мира в этом виде. В супергиганте на следующий день Вонн не сумела завершить дистанцию.

##### Сезон 2017/18
В начале сезона в канадском Лейк-Луизе Линдси выступила неудачно: два схода в скоростном спуске и супергиганте, а также 12-е место в скоростном спуске (0,93 сек отставания от сенсационной победительницы Микаэлы Шиффрин).
8 декабря 2017 года в интервью заявила, что не будет представлять президента США на Олимпийских играх 2018 года и не пойдёт на приём в Белый дом в случае, если ей удастся выиграть олимпийское золото. При этом Вонн подчеркнула, что будет представлять США в целом.
9 декабря 2017 года Вонн стала только 24-й в супергиганте в Санкт-Морице. Но через неделю в Валь-д’Изере Линдси доказала, что способна на самые высокие результаты — 78-я в карьере победа на этапе Кубка мира, в супергиганте Вонн опередила Софию Годжу на 0,31 сек. На следующий день в Валь-д’Изере Линдси не финишировала в супергиганте. 2018 год Вонн начала 9-м местом в супергиганте и 27-м местом в скоростном спуске в австрийском Бад-Клайнкирххайме. 19 января Вонн заняла второе место в скоростном спуске в Кортине-д’Ампеццо (София Годжа опередила американку на 0,47 сек), а 20 января Вонн выиграла ещё один скоростной спуск там же в Кортине-д’Ампеццо, опередив Тину Вайратер на 0,92 сек. 3 и 4 февраля Вонн выиграла два скоростных спуска в Гармиш-Партенкирхене (оба раз второй стала София Годжа).

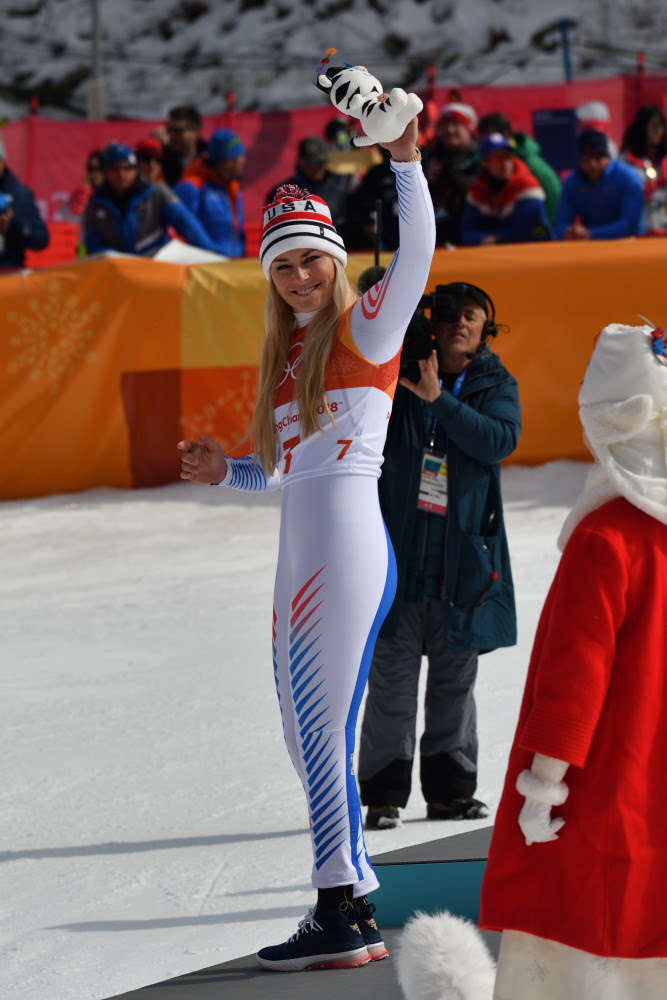
Линдси на Олимпийских играх 2018 года

17 февраля Вонн заняла шестое место в супергиганте на Олимпийских играх в Пхёнчхане, уступив чемпионке 0,38 сек. 21 февраля Вонн завоевала бронзу в скоростном спуске, уступив Софии Годже и Рагнхильд Мовинкель. Линдси посвятила эту олимпийскую награду своему деду, который был ветераном войны в Корее, умершему в ноябре 2017 года. Вонн также сообщила, что развеяла часть праха деда около трассы мужского скоростного спуска, отметив, что для деда было важно вернуться в Корею, часть его сердца всегда оставалось на этой земле. Завоевав бронзу в скоростном спуске, Вонн стала самым возрастным призёром Олимпийских игр в истории женского горнолыжного спорта (33 года и 126 дней), превзойдя достижение Михаэлы Дорфмайстер (32 года и 332 дня), установленное в 2006 году. 22 февраля в рамках комбинации Вонн уверенно выиграла скоростной спуск, опередив ближайшую конкурентку на 0,74 сек, но затем не сумела финишировать в слаломной попытке.
14 марта 2018 года Вонн выиграла укороченный скоростной спуск на финальном этапе Кубка мира в шведском Оре (Годжа отстала на 0,06 сек), эта победа стала для американки 82-й и последней в карьере на этапах Кубка мира. 15 марта Вонн стала третьей в супергиганте, уступив Годже и Виктории Ребенсбург. В общем зачёте Кубка мира Вонн заняла 10-е место (12-е в карьере попадание в топ-10 общего зачёта по итогам сезона), а в зачёте скоростного спуска Линдси заняла второе место, всего три очка уступив Софии Годже (506 против 509). Вонн 11-й раз в карьере завершила сезон в тройке лучших зачёта скоростного спуска (8 первых мест, 2 вторых и 1 третье).

##### Сезон 2018/19
В конце августа 2018 года Вонн заявила о том, что сезон 2018/19 станет для неё заключительным.
Из-за травмы Вонн пропустила начало сезона. Впервые на старт этапа Кубка мира вышла 18 января 2019 года в Кортине-д’Ампеццо, где заняла 15-е место в скоростном спуске. На следующий день Вонн выступила несколько успешнее, заняв в скоростном спуске 9-е место (оба старта выиграла австрийка Рамона Зибенхофер). 20 января там же в Кортине-д’Ампеццо Вонн не сумела финишировать в супергиганте. Для Вонн этот старт стал последним в карьере на этапах Кубка мира.
1 февраля 2019 года Линдси Вонн объявила о завершении спортивной карьеры после чемпионата мира 2019 года в Швеции. Причиной стали многочисленные травмы, от которых горнолыжница так и не сумела полностью восстановиться. На чемпионате мира, который стал для американки восьмым в карьере, Линдси планировала выступить в скоростном спуске, комбинации и супергиганте.
5 февраля в супергиганте Линдси упала на трассе, получив несколько ушибов. После обследования Линдси заявила, что примет участие в скоростном спуске. 8 февраля вышла на старт скоростного спуска в рамках комбинации и показала 8-е время. От старта в слаломе в рамках комбинации Вонн решила отказаться. 10 февраля в своём последнем старте в карьере Вонн завоевала бронзу в скоростном спуске (золото досталось словенке Илке Штухец). Для Линдси эта медаль стала восьмой в карьере на чемпионатах мира, в том числе пятой в скоростном спуске.

#### 2020-е годы

##### Возвращение в 2024 году
В ноябре 2024 года через несколько недель после своего 40-летия Вонн заявила о намерении вернуться в спорт. В начале декабря 2024 года приняла участие в фестивале FIS в Коппер-Маунтине, где выступила в скоростном спуске и супергиганте (не поднималась выше 19-го места). 14 декабря 2024 года стало известно, что Вонн выступит на этапе Кубка мира в швейцарском Санкт-Морице. Вонн заявила, что чувствует себя сильнее, чем когда ей было около 30 лет. 
21 декабря заняла 14-е место в супергиганте в Санкт-Морице, уступив победительнице Конни Хюттер 1,18 сек. 11 января 2025 года заняла 6-е место в скоростном спуске в Санкт-Антоне, а на следующий день там же стала 4-й в супергиганте (1,24 сек отставания от победительницы). Однако она упала во время подготовки к скоростному спуску в Кортине-д’Ампеццо. Вонн сообщила, что получила лишь лёгкие повреждения. Она также заявила, что хочет выступить на чемпионате мира 2025 года и на Олимпийских играх 2026 года в Кортине-д’Ампеццо, поскольку трасса в Кортине — одна из ее любимых, она хотела бы завершить там свою карьеру.
В феврале 2025 года чемпионате мира в Зальбахе, который стал 9-м в карьере Вонн, она не сумела финишировать в супергиганте. В скоростном спуске Вонн заняла 15-е место, а в командной комбинации вместе с Эй Джей Херт заняла 16-е место (Вонн выступала в скоростном спуске, а Херт — в слаломе).
В Кубке мира после 4-го места в супергиганте в Санкт-Антоне 12 января ни разу не попадала в топ-10 до финального этапа сезона. 23 марта в Сан-Вэлли заняла второе место в супергиганте, уступив только Ларе Гут-Бехрами. Это был первый за 7 лет подиум на этапе Кубка мира для Вонн. Она стала самым возрастным призёром этапа в истории женского Кубка мира. В общем зачёте Кубка мира 2024/25 заняла 29-е место, а в зачёте супергиганта стала 13-й.

## Личная жизнь
Была замужем за американским горнолыжником Томасом Вонном (род. 1975), участником Олимпийских игр 2002 года. В ноябре 2011 года было объявлено, что супруги Вонн начали процедуру развода после 4 лет совместной жизни. Развод был оформлен в январе 2013 года. Линдси не стала менять фамилию прежнего мужа. В 2013—2015 годах встречалась со знаменитым гольфистом Тайгером Вудсом. С 2018 года встречалась с хоккеистом Пи Кеем Суббаном, 23 августа 2019 года пара объявила о помолвке. В конце декабря 2020 года Вонн и Суббан объявили о расставании. С 2021 года встречается с Диего Осорио, основателем компании по производству текилы Lobos 1707.
Мать Линдси Линда Крон (англ. Linda Krohn) умерла в августе 2022 года от бокового амиотрофическего склероза.

## Результаты на крупнейших соревнованиях

### Зимние Олимпийские игры
| Олимпийские игры    | Скоростной спуск            | Супергигант                 | Гигантский слалом           | Слалом                      | Комбинация                  | Команды                     |
| ------------------- | --------------------------- | --------------------------- | --------------------------- | --------------------------- | --------------------------- | --------------------------- |
| 2002 Солт-Лейк-Сити | —                           | —                           | —                           | 32                          | 6                           | н/д                         |
| 2006 Турин          | 8                           | 7                           | —                           | 14                          | DNF                         | н/д                         |
| 2010 Ванкувер       | 1                           | 3                           | DNF1                        | DNF1                        | DNF SL                      | н/д                         |
| 2014 Сочи           | Не участвовала из-за травмы | Не участвовала из-за травмы | Не участвовала из-за травмы | Не участвовала из-за травмы | Не участвовала из-за травмы | Не участвовала из-за травмы |
| 2018 Пхёнчхан       | 3                           | 6                           | —                           | —                           | DNF SL                      | —                           |

### Чемпионаты мира
8 медалей (2 золотые, 3 серебряные и 3 бронзовые)
| Чемпионат мира         | Скоростной спуск | Супергигант  | Гигантский слалом | Слалом       | Комбинация   | Команды      |              |
| ---------------------- | ---------------- | ------------ | ----------------- | ------------ | ------------ | ------------ | ------------ |
| 2005 Бормио            | 4                | 9            | DNF               | —            | 4            | 4            |              |
| 2007 Оре               | 2                | 2            | —                 | —            | DSQ          | —            |              |
| 2009 Валь-д’Изер       | 1                | 1            | —                 | DNF          | DSQ          | н/д          |              |
| 2011 Гармиш            | 2                | 7            | —                 | —            | DNS          | —            |              |
| 2013 Шладминг          | —                | DNF          | —                 | —            | —            | —            |              |
| 2015 Вейл/Бивер-Крик   | 5                | 3            | 14                | —            | DNF          | —            |              |
| 2017 Санкт-Мориц       | 3                | DNF          | —                 | —            | 5            | —            |              |
| 2019 Оре               | 3                | DNF          | —                 | —            | DNS SL       | —            |              |
| 2021 Кортина-д’Ампеццо | не выступала     | не выступала | не выступала      | не выступала | не выступала | не выступала | не выступала |
| 2023 Мерибель          | не выступала     | не выступала | не выступала      | не выступала | не выступала | не выступала | не выступала |
| 2025 Зальбах           | 15               | DNF          | —                 | —            | 16           | —            |              |

### Кубок мира

#### Завоёванные хрустальные глобусы
- Общий зачёт — 4 раза: 2007/08, 2008/09, 2009/10, 2011/12
- Скоростной спуск — 8 раз: 2007/08, 2008/09, 2009/10, 2010/11, 2011/12, 2012/13, 2014/15, 2015/16 (рекорд среди женщин и мужчин)
- Супергигант — 5 раз: 2008/09, 2009/10, 2010/11, 2011/12, 2014/15
- Комбинация — 3 раза: 2009/10, 2010/11, 2011/12

#### Победы на этапах Кубка мира (82)

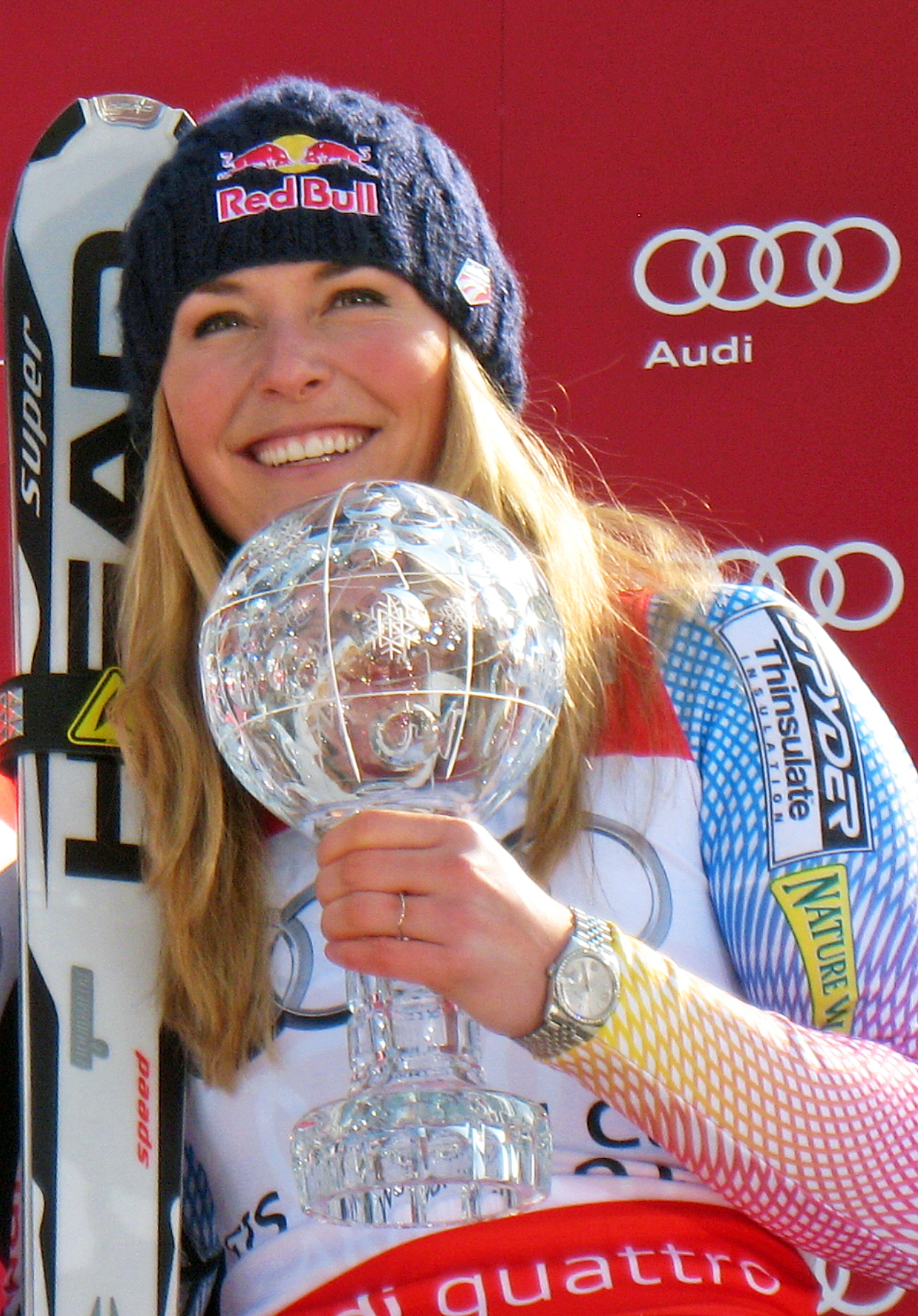
Вонн в марте 2010 года с малым Хрустальным глобусом

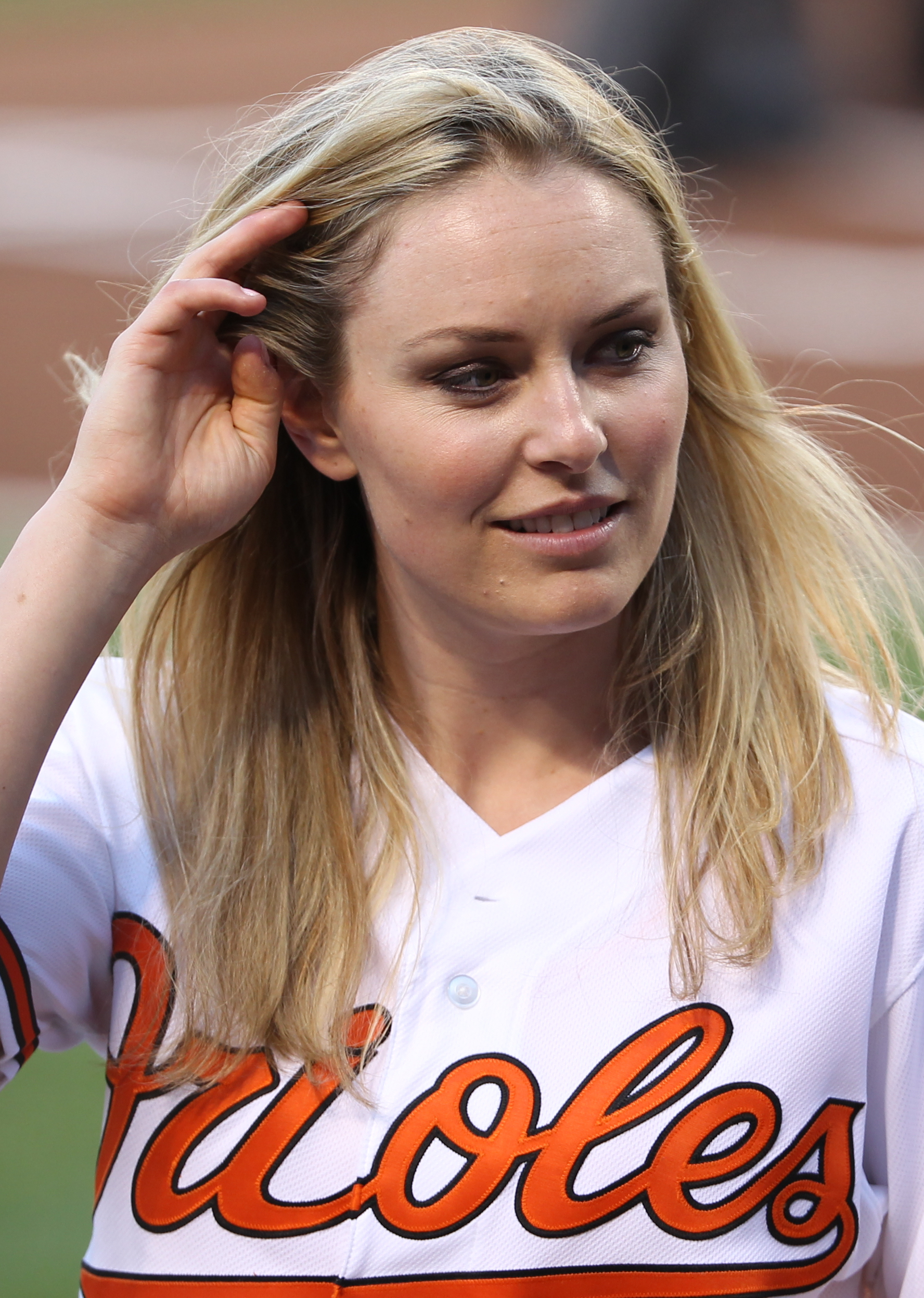
Линдси на бейсбольном матче между «Бостон Ред Сокс» и «Балтимор Ориолс» в апреле 2011 года

| №  | Сезон   | Дата        | Место               | Дисциплина            |
| -- | ------- | ----------- | ------------------- | --------------------- |
| 1  | 2004/05 | 3 дек 2004  | Лейк Луиз           | Скоростной спуск      |
| 2  | 2005/06 | 3 дек 2005  | Лейк Луиз           | Скоростной спуск (2)  |
| 3  | 2005/06 | 17 дек 2005 | Валь-д’Изер         | Скоростной спуск (3)  |
| 4  | 2005/06 | 3 мар 2006  | Хафьелль            | Супергигант           |
| 5  | 2006/07 | 2 дек 2006  | Лейк Луиз           | Скоростной спуск (4)  |
| 6  | 2006/07 | 20 дек 2006 | Валь-д’Изер         | Скоростной спуск (5)  |
| 7  | 2006/07 | 20 янв 2007 | Сан Сикарио         | Супергигант (2)       |
| 8  | 2007/08 | 1 дек 2007  | Лейк Луиз           | Скоростной спуск (6)  |
| 9  | 2007/08 | 21 дек 2007 | Санкт-Антон         | Скоростной спуск (7)  |
| 10 | 2007/08 | 22 дек 2007 | Санкт-Антон         | Суперкомбинация       |
| 11 | 2007/08 | 19 янв 2008 | Кортина-д’Ампеццо   | Скоростной спуск (8)  |
| 12 | 2007/08 | 19 фев 2008 | Сестриере           | Скоростной спуск (9)  |
| 13 | 2007/08 | 8 мар 2008  | Кран-Монтана        | Скоростной спуск (10) |
| 14 | 2008/09 | 15 ноя 2008 | Леви                | Слалом                |
| 15 | 2008/09 | 5 дек 2008  | Лейк Луиз           | Скоростной спуск (11) |
| 16 | 2008/09 | 17 янв 2009 | Альтенмаркт         | Суперкомбинация (2)   |
| 17 | 2008/09 | 30 янв 2009 | Гармиш-Партенкирхен | Слалом (2)            |
| 18 | 2008/09 | 1 фев 2009  | Гармиш-Партенкирхен | Супергигант (3)       |
| 19 | 2008/09 | 22 фев 2009 | Тарвизио            | Супергигант (4)       |
| 20 | 2008/09 | 1 мар 2009  | Банско              | Супергигант (5)       |
| 21 | 2008/09 | 11 мар 2009 | Оре                 | Скоростной спуск (12) |
| 22 | 2008/09 | 12 мар 2009 | Оре                 | Супергигант (6)       |
| 23 | 2009/10 | 4 дек 2009  | Лейк Луиз           | Скоростной спуск (13) |
| 24 | 2009/10 | 5 дек 2009  | Лейк Луиз           | Скоростной спуск (14) |
| 25 | 2009/10 | 18 дек 2009 | Валь-д’Изер         | Суперкомбинация (3)   |
| 26 | 2009/10 | 8 янв 2010  | Хаус                | Скоростной спуск (15) |
| 27 | 2009/10 | 9 янв 2010  | Хаус                | Скоростной спуск (16) |
| 28 | 2009/10 | 10 янв 2010 | Хаус                | Супергигант (7)       |
| 29 | 2009/10 | 22 янв 2010 | Кортина-д’Ампеццо   | Супергигант (8)       |
| 30 | 2009/10 | 23 янв 2010 | Кортина-д’Ампеццо   | Скоростной спуск (17) |
| 31 | 2009/10 | 31 янв 2010 | Санкт-Мориц         | Супергигант (9)       |
| 32 | 2009/10 | 6 мар 2010  | Кран-Монтана        | Скоростной спуск (18) |
| 33 | 2009/10 | 12 мар 2010 | Гармиш-Партенкирхен | Супергигант (10)      |
| 34 | 2010/11 | 5 дек 2010  | Лейк Луиз           | Супергигант (11)      |
| 35 | 2010/11 | 18 дек 2010 | Валь-д’Изер         | Скоростной спуск (19) |
| 36 | 2010/11 | 19 дек 2010 | Валь-д’Изер         | Суперкомбинация (4)   |
| 37 | 2010/11 | 8 янв 2011  | Альтенмаркт         | Скоростной спуск (20) |
| 38 | 2010/11 | 21 янв 2011 | Кортина-д’Ампеццо   | Супергигант (12)      |
| 39 | 2010/11 | 23 янв 2011 | Кортина-д’Ампеццо   | Супергигант (13)      |
| 40 | 2010/11 | 26 фев 2011 | Оре                 | Скоростной спуск (21) |
| 41 | 2010/11 | 6 мар 2011  | Тарвизио            | Супергигант (14)      |
| 42 | 2011/12 | 22 окт 2011 | Зёльден             | Гигантский слалом     |
| 43 | 2011/12 | 2 дек 2011  | Лейк Луиз           | Скоростной спуск (22) |
| 44 | 2011/12 | 3 дек 2011  | Лейк Луиз           | Скоростной спуск (23) |
| 45 | 2011/12 | 4 дек 2011  | Лейк Луиз           | Супергигант (15)      |
| 46 | 2011/12 | 7 дек 2011  | Бивер-Крик          | Супергигант (16)      |
| 48 | 2011/12 | 27 янв 2012 | Санкт-Мориц         | Суперкомбинация (5)   |
| 49 | 2011/12 | 28 янв 2012 | Санкт-Мориц         | Скоростной спуск (24) |
| 50 | 2011/12 | 4 фев 2012  | Гармиш-Партенкирхен | Скоростной спуск (25) |
| 51 | 2011/12 | 26 фев 2012 | Банско              | Супергигант (18)      |
| 52 | 2011/12 | 9 мар 2012  | Оре                 | Гигантский слалом (2) |
| 53 | 2011/12 | 14 мар 2012 | Шладминг            | Скоростной спуск (26) |
| 54 | 2012/13 | 30 ноя 2012 | Лейк Луиз           | Скоростной спуск (27) |
| 55 | 2012/13 | 1 дек 2012  | Лейк Луиз           | Скоростной спуск (28) |
| 56 | 2012/13 | 2 дек 2012  | Лейк Луиз           | Супергигант (19)      |
| 57 | 2012/13 | 8 дек 20112 | Санкт-Мориц         | Супергигант (20)      |
| 58 | 2012/13 | 19 янв 2013 | Кортина-д’Ампеццо   | Скоростной спуск (29) |
| 59 | 2012/13 | 26 янв 2013 | Марибор             | Гигантский слалом (3) |
| 60 | 2014/15 | 6 дек 2014  | Лейк Луиз           | Скоростной спуск (30) |
| 61 | 2014/15 | 20 дек 2014 | Валь-д’Изер         | Скоростной спуск (31) |
| 62 | 2014/15 | 18 янв 2015 | Кортина-д’Ампеццо   | Скоростной спуск (32) |
| 63 | 2014/15 | 19 янв 2015 | Кортина-д’Ампеццо   | Супергигант (21)      |
| 64 | 2014/15 | 25 янв 2015 | Санкт-Мориц         | Супергигант (22)      |
| 65 | 2014/15 | 8 мар 2015  | Гармиш-Партенкирхен | Супергигант (23)      |
| 66 | 2014/15 | 18 мар 2015 | Мерибель            | Скоростной спуск (33) |
| 67 | 2014/15 | 19 мар 2015 | Мерибель            | Супергигант (24)      |
| 68 | 2015/16 | 4 дек 2015  | Лейк Луиз           | Скоростной спуск (34) |
| 69 | 2015/16 | 5 дек 2015  | Лейк Луиз           | Скоростной спуск (35) |
| 70 | 2015/16 | 6 дек 2015  | Лейк Луиз           | Супергигант (25)      |
| 71 | 2015/16 | 12 дек 2015 | Оре                 | Гигантский слалом (4) |
| 72 | 2015/16 | 9 янв 2016  | Альтенмаркт         | Скоростной спуск (36) |
| 73 | 2015/16 | 10 янв 2016 | Альтенмаркт         | Супергигант (26)      |
| 74 | 2015/16 | 23 янв 2016 | Кортина-д’Ампеццо   | Скоростной спуск (37) |
| 75 | 2015/16 | 24 янв 2016 | Кортина-д’Ампеццо   | Супергигант (27)      |
| 76 | 2015/16 | 6 фев 2016  | Гармиш-Партенкирхен | Скоростной спуск (38) |
| 77 | 2016/17 | 21 янв 2017 | Гармиш-Партенкирхен | Скоростной спуск (39) |
| 78 | 2017/18 | 16 дек 2017 | Валь-д’Изер         | Супергигант (28)      |
| 79 | 2017/18 | 20 янв 2018 | Кортина-д’Ампеццо   | Скоростной спуск (40) |
| 80 | 2017/18 | 3 фев 2018  | Гармиш-Партенкирхен | Скоростной спуск (41) |
| 81 | 2017/18 | 4 фев 2018  | Гармиш-Партенкирхен | Скоростной спуск (42) |
| 82 | 2017/18 | 14 мар 2018 | Оре                 | Скоростной спуск (43) |

## Факты
Вонн более 8 лет являлась рекордсменкой по количеству выигранных этапов в истории женского Кубка мира, но на домашних американских трассах на её счету всего одна победа (7 декабря 2011 года она выиграла супергигант в Бивер-Крике). Отчасти это связано с тем, что несколько сезонов подряд в США женщины соревновались в Аспене только в слаломе и гигантском слаломе (в скоростном спуске и супергиганте на трассах в США в Кубке мира в 2000—2010 годах в основном соревновались мужчины), в которых Линдси не очень сильна. Самым же успешным местом в Кубке мира для Линдси является канадский Лейк Луиз, где она одержала за карьеру 18 побед, при этом в 2011, 2012 и 2015 годах ей удавалось выиграть там по три этапа за три дня. В Европе Вонн чаще всего выигрывала в итальянской Кортине-д’Ампеццо (9 раз).